# Mesochorus clinatus
Mesochorus clinatus là một loài tò vò trong họ Ichneumonidae.